# George H. Browne

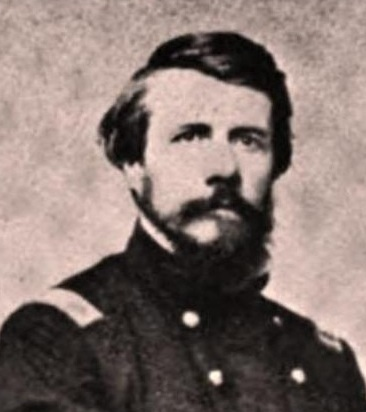
George H. Browne

George Huntington Browne (* 6. Januar 1818 in Glocester, Providence County, Rhode Island; † 26. September 1885 in Providence, Rhode Island) war ein US-amerikanischer Jurist und Politiker. Zwischen 1861 und 1863 vertrat er den zweiten Wahlbezirk des Bundesstaates Rhode Island im US-Repräsentantenhaus.

## Werdegang
Browne besuchte die öffentlichen Schulen seiner Heimat und danach bis 1840 die Brown University in Providence. Nach einem Jurastudium und seiner im Jahr 1843 erfolgten Zulassung als Rechtsanwalt begann er in Providence in seinem neuen Beruf zu praktizieren. Im Jahr 1842 war er Mitglied einer Versammlung zur Überarbeitung der Staatsversammlung (Charter General Assembly), die infolge des Dorr-Aufstandes, bei dem es um Fragen des Wahlrechts ging, einberufen wurde.
Zwischen 1849 und 1852 war Browne Abgeordneter im Repräsentantenhaus von Rhode Island und zwischen 1852 und 1861 war er Bundesstaatsanwalt für den Bezirk Rhode Island. Er war Mitglied der Demokratischen Partei und nahm 1860 als Delegierter an beiden Democratic National Conventions teil, die in Charleston (South Carolina) für die südlichen Demokraten und in Baltimore (Maryland) für die nördlichen Demokraten stattfanden. Im Frühjahr 1861 war Browne Delegierter zu einer Friedenskonferenz in Washington, die erfolglos versuchte, den Ausbruch des Bürgerkrieges zu verhindern.
Bei den Kongresswahlen des Jahres 1860 wurde er als Gemeinschaftskandidat der Demokraten und der kurzlebigen Constitutional Union Party im zweiten Distrikt von Rhode Island in das US-Repräsentantenhaus gewählt. Dort löste er am 4. März 1861 William Daniel Brayton ab. Im Jahr 1861 lehnte er eine ihm angebotene Ernennung zum Gouverneur im Arizona-Territorium ab. Noch während seiner Zeit im Kongress trat er im Jahr 1862 als Oberst einer Freiwilligeneinheit aus Rhode Island auf Seiten der Union in den Bürgerkrieg ein. Er nahm an mehreren Schlachten mit wechselndem Erfolg teil. Nachdem er bei den Wahlen des Jahres 1862 nicht bestätigt worden war, musste Browne am 3. März 1863 aus dem Kongress ausscheiden.
Zwischen 1872 und 1873 gehörte Browne dem Senat von Rhode Island an. 1874 wurde er zum Vorsitzenden Richter am Obersten Gerichtshof seines Staates ernannt. Browne hat diese Berufung aber abgelehnt. Er starb im September 1885 in Providence und wurde dort auch beigesetzt.